# فهرست سریع‌ترین خودروهای ساخته‌شده
| سال           | Make and model           | Top speed of production car                    | تعداد تولید | توضیح |
| ------------- | ------------------------ | ---------------------------------------------- | ----------- | --- |
| ۱۸۹۴          | بنز ولو                  | ۱۲ مایل بر ساعت (۱۹ کیلومتر بر ساعت)           | ۱۲۰۰        | اولین خودروی تولید شده. |
| ۱۹۴۹          | Jaguar XK120             | ۱۲۴٫۶ مایل بر ساعت (۲۰۱ کیلومتر بر ساعت)       | ۱۲۰۰۰       | Some publications cite the XK۱۲۰'s timed top speed as almost 133 mph / ۲۱۴ km/h in 1949." The XK120 that achieved this speed was a tuned prototype, not a production car. The production car reached 124.6mph. |
| ۱۹۵۵          | مرسدس بنز ۳۰۰اس‌ال        | ۱۴۰ مایل بر ساعت (۲۲۵ کیلومتر بر ساعت)         | ۱۴۰۰        | Tested by Road & Track. |
| ۱۹۵۸          | استون مارتین دی‌بی۴       | ۱۴۱ مایل بر ساعت (۲۲۷ کیلومتر بر ساعت)         | ۱۱۱۰        | Tested by Autocar magazine in 1961. |
| ۱۹۵۹          | استون مارتین دی‌بی۴ چی‌تی  | ۱۵۲ مایل بر ساعت (۲۴۵ کیلومتر بر ساعت)         | ۷۵          | Tested by Autosport in December 1961. |
| ۱۹۶۳          | ایزو گریفو               | ۱۶۱ مایل بر ساعت (۲۵۹ کیلومتر بر ساعت)         | بیش از 400  | Tested by Autocar. |
| ۱۹۶۷          | لامبورگینی میورا         | ۱۷۱ مایل بر ساعت (۲۷۵ کیلومتر بر ساعت)         | over 750    | Tested by Motor. Over 750 units build in ۱۹۶۶-۱۹۷۳ period, which includes P400, P400 S and P400 SV models. |
| ۱۹۶۸          | فراری دایتونا            | ۱۷۴ مایل بر ساعت (۲۸۰ کیلومتر بر ساعت)         | حدود ۱۴۰۰   | Tested by Autocar. |
| ۱۹۸۴          | فراری ۲۸۸ جی‌تی‌او         | ۱۸۸ مایل بر ساعت (۳۰۳ کیلومتر بر ساعت)         | ۲۷۲         | Tested by Auto, Motor und Sport in 1985. |
| ۱۹۸۶          | پورشه ۹۵۹                | ۱۹۵ مایل بر ساعت (۳۱۴ کیلومتر بر ساعت)         | ۳۳۷         | Tested by Auto, Motor und Sport in 1987. The ۱۹۷ مایل بر ساعت (۳۱۷ کیلومتر بر ساعت) top speed was recorded by the 959 Sport only 6 of which were ever made. The rest of the 337 units production run (1986-1989) were 959 Touring version that topped at ۱۹۵ مایل بر ساعت (۳۱۴ کیلومتر بر ساعت).                                                                                                |
| ۱۹۸۷          | فراری اف۴۰               | ۲۰۲٫۶۸۷ مایل بر ساعت (۳۲۶٫۱۹۳ کیلومتر بر ساعت) | ۱۳۱۵        | Tested by Quattroruote. Claimed top speed ۲۰۱ مایل بر ساعت (۳۲۳ کیلومتر بر ساعت). |
| ۱۹۹۱          | بوگاتی ای‌بی۱۱۰           | ۲۰۹ مایل بر ساعت (۳۳۶ کیلومتر بر ساعت)         | ۹۵          | Tested by Auto, Motor und Sport. |
| ۱۹۹۲          | جگوار ایکس‌جی۲۲۰          | ۲۱۳ مایل بر ساعت (۳۴۳ کیلومتر بر ساعت)         | ۲۸۱         | Tested by Autocar. |
| ۱۹۹۳          | مک‌لارن اف۱               | ۲۳۱ مایل بر ساعت (۳۷۲ کیلومتر بر ساعت)         | ۶۵          | At factory rev limit, it reached ۲۳۱ مایل بر ساعت (۳۷۱٫۸ کیلومتر بر ساعت) at Nardò (oval) test track. It still remains the world's fastest موتور تنفس طبیعی production car in terms of top speed. |
| ۱۹ آوریل ۲۰۰۵ | بوگاتی ویرون             | ۲۵۳٫۸۱ مایل بر ساعت (۴۰۸٫۴۷ کیلومتر بر ساعت)   | ۳۰۰         | ثبت و تأیید شده توسط مقامات بازرسی آلمان است. |
| ۲۶ ژوئیه ۲۰۱۰ | بوگاتی ویرون سوپر اسپورت | ۲۶۷٫۸۵۷ مایل بر ساعت (۴۳۱٫۰۷ کیلومتر بر ساعت)  | >۲۵         | Production run of 30 of which 5, named the Super Sport World Record Edition, are capable of ۲۶۷٫۸۷ مایل بر ساعت (۴۳۱٫۰۹۵ کیلومتر بر ساعت). The other 25 Super Sport cars are electronically limited to ۲۵۷٫۸۷ مایل بر ساعت (۴۱۵٫۰۰ کیلومتر بر ساعت). The record attempt of the Super Sport World Record Edition was driven by Pierre-Henri Raphanel and was verified by Guinness World Records. |

                                         {بوگاتی ویرون ۱مارس ۲۰۱۶}.                
Hp 1500   465km/h